# Jürgen Wohlrabe

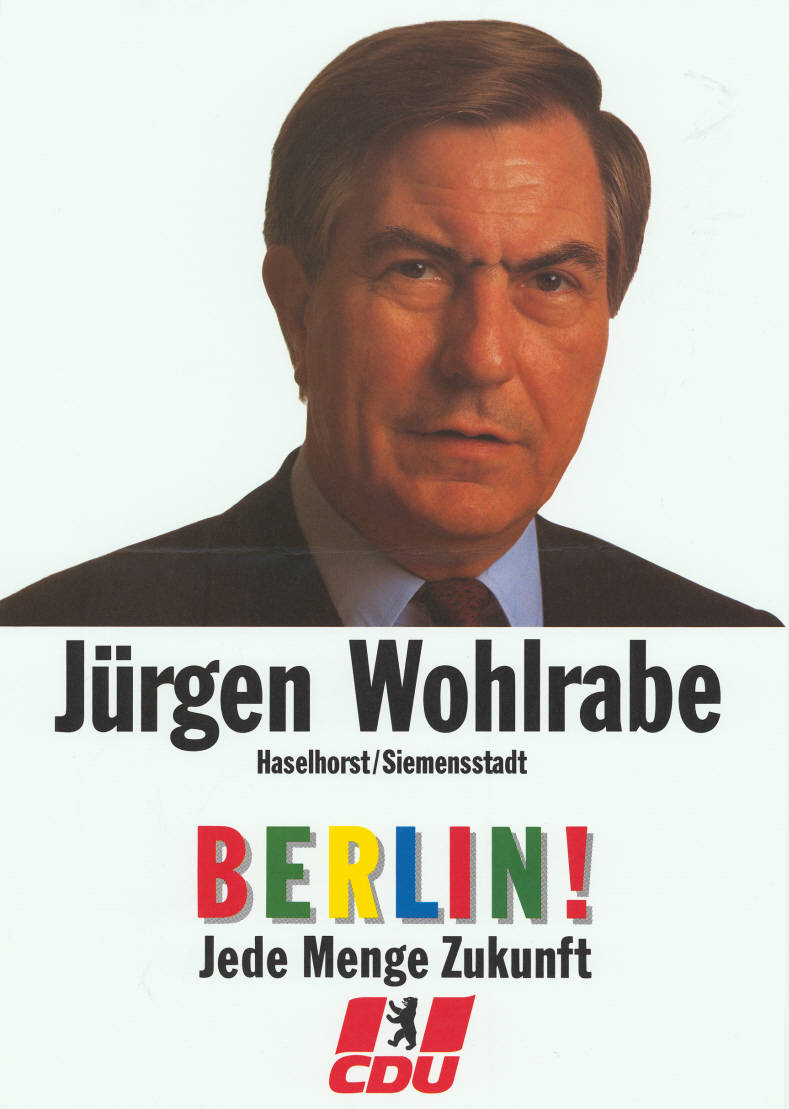
Jürgen Wohlrabe auf einem Plakat der CDU zu den Berliner Abgeordnetenhauswahlen 1989.

Jürgen Wohlrabe (* 12. August 1936 in Hanau; † 19. Oktober 1995 in Berlin) war ein deutscher Politiker der CDU und Filmproduzent.

## Leben
Jürgen Wohlrabe wuchs im altmärkischen Gardelegen in der SBZ/DDR auf. Dort besuchte er die Oberschule „Geschwister Scholl“. Als ihm der weitere Besuch der Oberschule wegen eines verbotenen Besuchs in West-Berlin verwehrt wurde, flüchtete er im Alter von 15 Jahren aus der DDR nach West-Berlin, wo er 1957 sein Abitur ablegte und anschließend ein Jurastudium an der Freien Universität aufnahm. Dort begann er auch seine politische Laufbahn, als er 1958 in die CDU und ihre Studentenorganisation RCDS eintrat und im Amtsjahr 1960/61 zum Vorsitzenden des Allgemeinen Studentenausschusses (AStA) und Berliner Landesvorsitzenden des Verbands Deutscher Studentenschaften (VDS) gewählt wurde.

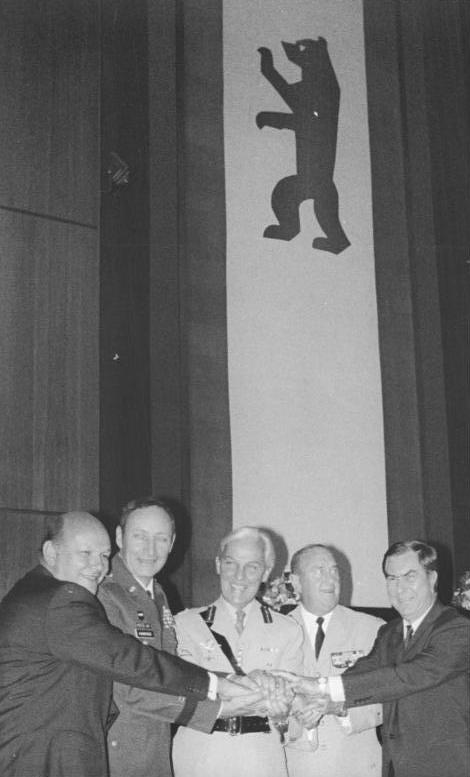
Jürgen Wohlrabe (rechts) beim Empfang der alliierten Stadtkommandanten von Berlin im Rathaus Schöneberg am 2. Oktober 1990

Von 1963 bis 1967 gehörte er der Bezirksverordnetenversammlung von Berlin-Charlottenburg an und wurde anschließend ins Abgeordnetenhaus von Berlin gewählt. Nach der Bundestagswahl 1969 entsandte es ihn erstmals als einen Berliner Bundestagsabgeordneten in den Deutschen Bundestag, ebenso 1972 und 1976. Am 12. September 1979 rückte Dietrich Bahner für ihn nach.
Wohlrabe, der auch Vorsitzender der Jungen Union in Berlin war, galt in dieser Zeit als einer der profiliertesten Gegenspieler der Studentenbewegung um Rudi Dutschke. Einer breiteren Öffentlichkeit wurde er vor allem durch seine Auseinandersetzung mit Herbert Wehner bekannt, der ihn 1970 in einer Bundestagsdebatte als Übelkrähe und vier Jahre später sogar als Schwein titulierte. Bereits 1968 hatte er das sogenannte Trockenpisser-Gerichtsverfahren gegen den anarchistischen Verleger Bernd Kramer gewonnen. 1972 wurde sein Sohn Marc Wohlrabe geboren.
Im Jahr 1979 wurde Wohlrabe erneut Abgeordneter im Abgeordnetenhaus von Berlin. Er war von März 1989 bis Januar 1991 dessen Präsident. In dieser Funktion erregte er noch einmal bundesweite Aufmerksamkeit dank einer Kundgebung am Schöneberger Rathaus am Tag nach dem Fall der Berliner Mauer am 10. November 1989, für die er als Parlamentspräsident formell Gastgeber und Veranstalter war.

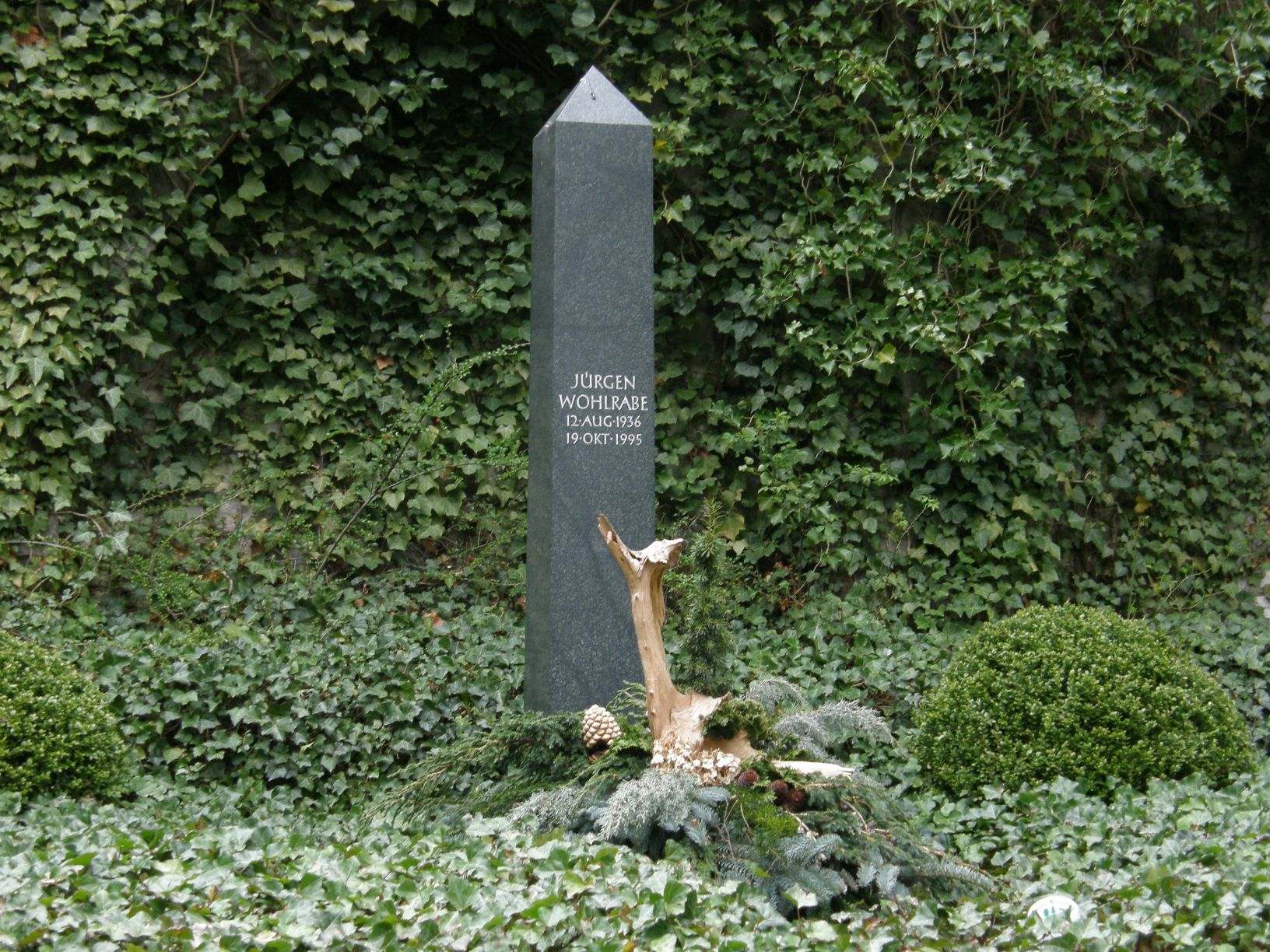
Grab auf dem Friedhof Heerstraße in Berlin-Westend

1996 wurde bekannt, dass Inoffizielle Mitarbeiter des Ministeriums für Staatssicherheit der DDR Wohlrabe (Kontaktperson „Taifun“) als Quelle genutzt und auch sein Telefon abgehört hatten.
Neben seiner politischen Karriere war Wohlrabe als Filmkaufmann und -produzent erfolgreich. 1978 übernahm er den von seinem Großvater Willy Wohlrabe gegründeten und von seinem  Onkel Karl Friedrich Wohlrabe fortgeführten familiären Jugendfilm-Verleih und entwickelte ihn zu einem kommerziell erfolgreichen Unternehmen, unter anderem durch Kassenschlager wie Sergio Leones Es war einmal in Amerika, Bernardo Bertoluccis Der letzte Kaiser oder Peter MacDonalds Rambo III. Als Produzent zeichnete er außerdem für Asterix in Amerika (1994) verantwortlich. 
Von Januar 1993 bis zum Ende der Wahlperiode 1994 war Wohlrabe als Nachrücker aus der Landesliste Sachsen-Anhalt für den ausgeschiedenen Hans-Joachim Sopart erneut Mitglied des Deutschen Bundestages.
Wohlrabe starb im Oktober 1995 im Alter von 59 Jahren in Berlin an einem Gehirntumor. 
Seine letzte Ruhestätte ist ein Erbbegräbnis auf dem Friedhof Heerstraße in Berlin-Westend (Grablage: I-Erb.-Mauer). Der Grabstein hat die Form eines Obelisken.

## Ehrungen
- 1977: Bundesverdienstkreuz 1. Klasse
- 1986: Chevalier de l’Ordre des Arts et des Lettres
- 1994: Großes Bundesverdienstkreuz

Der Wohlrabedamm in Berlin-Siemensstadt wurde nach Jürgen Wohlrabe benannt.